# Witali Alexandrowitsch Schentalinski

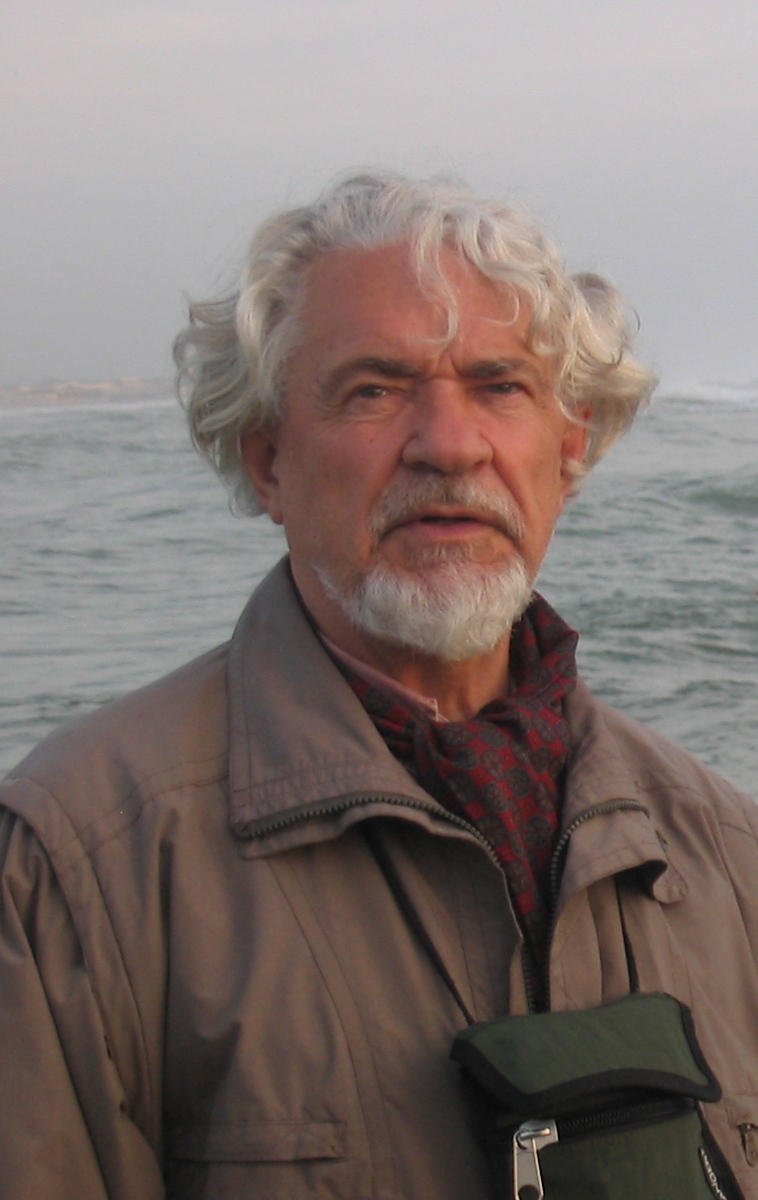
Witali Schentalinski (2006)

Witali Alexandrowitsch Schentalinski (russisch Виталий Александрович Шенталинский, * 7. Oktober 1939 in Kemerowo; † 27. Juli 2018 in Serpuchow) war ein russischer Schriftsteller, Journalist und Literaturhistoriker. Er wurde  durch seine Dokumentationen über die Schicksale russischer Literaten während der Stalinschen Säuberungen international bekannt.

## Leben
Schentalinski verbrachte seine Schulzeit im Bezirk Tschistopol in der Autonomen Sowjetrepublik Tatarstan. Er schloss die Hochschule für arktische Seefahrt (Арктическое морское училище) in Leningrad ab und studierte anschließend an der Fakultät für Journalistik der Lomonossow-Universität Moskau. Sein erster Arbeitseinsatz war an einer Polarstation auf der Wrangelinsel, er nahm an fünf wissenschaftlichen Expeditionen in der Arktis teil. Er arbeitete für das staatliche Fernsehen sowie mehrere Zeitschriften, er war der Autor zahlreicher Reisereportagen aus Sibirien und der Arktis. In der populären Zeitschrift Ogonjok führte er eine eigene Rubrik, die sich der Erhaltung der Natur und von Kulturdenkmälern widmete. Auch verfasste er mehrere Gedichtbände.
Während der Perestroika unter Michail Gorbatschow wurde er an die Spitze einer Kommission des  Schriftstellerverbands der UdSSR gewählt, die eine Dokumentation über das Schicksal von während der Stalinzeit vom Geheimdienst NKWD verfolgten Schriftstellern zusammenstellen sollte. Er bekam daraufhin die Erlaubnis, in den KGB-Archiven zu arbeiten. Auf der Grundlage seiner Forschungen erschienen drei von ihm umfassend kommentierte Dokumentationsbände, in ihnen sind ausführliche Kapitel u. a. Anna Achmatowa, Michail Bulgakow, Pawel Florenski, Maxim Gorki, Nikolai Kljujew, Ossip Mandelstam, Boris Pasternak, Boris Pilnjak sowie Marina Zwetajewa gewidmet. Sie enthalten längere Auszüge aus Spitzelberichten und Verhörprotokollen.
Auch publizierte er Materialien über den NKWD-Offizier Jakow Agranow, der viele der Repressionsmaßnahmen gegen Literaten leitete. Schentalinskis Bücher über die Repressionen von Schriftstellern erschienen auch auf Deutsch, Englisch, Französisch, Spanisch, Serbisch und Polnisch. Auf der Grundlage seiner Arbeiten entstanden mehrere Fernsehdokumentationen. Seine Publikationen wurden von Alexander Solschenizyn und Jewgeni Jewtuschenko gerühmt.
In der tatarischen Gemeinde Juldus (Bezirk Tschistopol), in der er aufgewachsen ist, finden seit 2013 die „Schentalinski-Lesungen“ statt, an denen aus seinen Werken gelesen wird.

## Hauptwerke
- Raby svobody v literaturnych archivach KGB. Parus, Moskau 1995 ISBN 5-900920-01-1 (deutsche Ausgabe: Das auferstandene Wort. Verfolgte russische Schriftsteller in ihren letzten Briefen, Gedichten und Aufzeichnungen. Aus den Archiven sowjetischer Geheimdienste. Aus dem Russischen von Bernd Rullkötter. Gustav Lübbe Verlag, Bergisch Gladbach 1996 ISBN 3-7857-0848-3)
- Prestuplenie bez nakazanija. Dokumental’nye povesti [Verbrechen ohne Sühne. Dokumentarische Erzählungen]. Progress-Plejada, Moskau 2007 ISBN 978-5-93006-033-1 (englische Ausgabe: The KGB's Literary Archive. Introduction by Robert Conquest. The Harvill Press, London 1997 ISBN 978-1860460739)
- Donos na Sokrata. [Die Denunzierung des Sokrates]. Formika-S, Moskau 2001 ISBN 5-8463-0081-2